# Рєчки 2 (Псковська область)
Рєчки 2 (рос. Речки 2) — присілок в Псковському районі Псковської області Російської Федерації.
Населення становить 31 особу. Входить до складу муніципального утворення Карамишевська волость.

## Історія
Від 2015 року входить до складу муніципального утворення Карамишевська волость.

## Населення
| 2001 | 2002 | 2010 |
| ---- | ---- | ---- |
| 58   | ↘47  | ↘31  |